# 브렌단 코웰

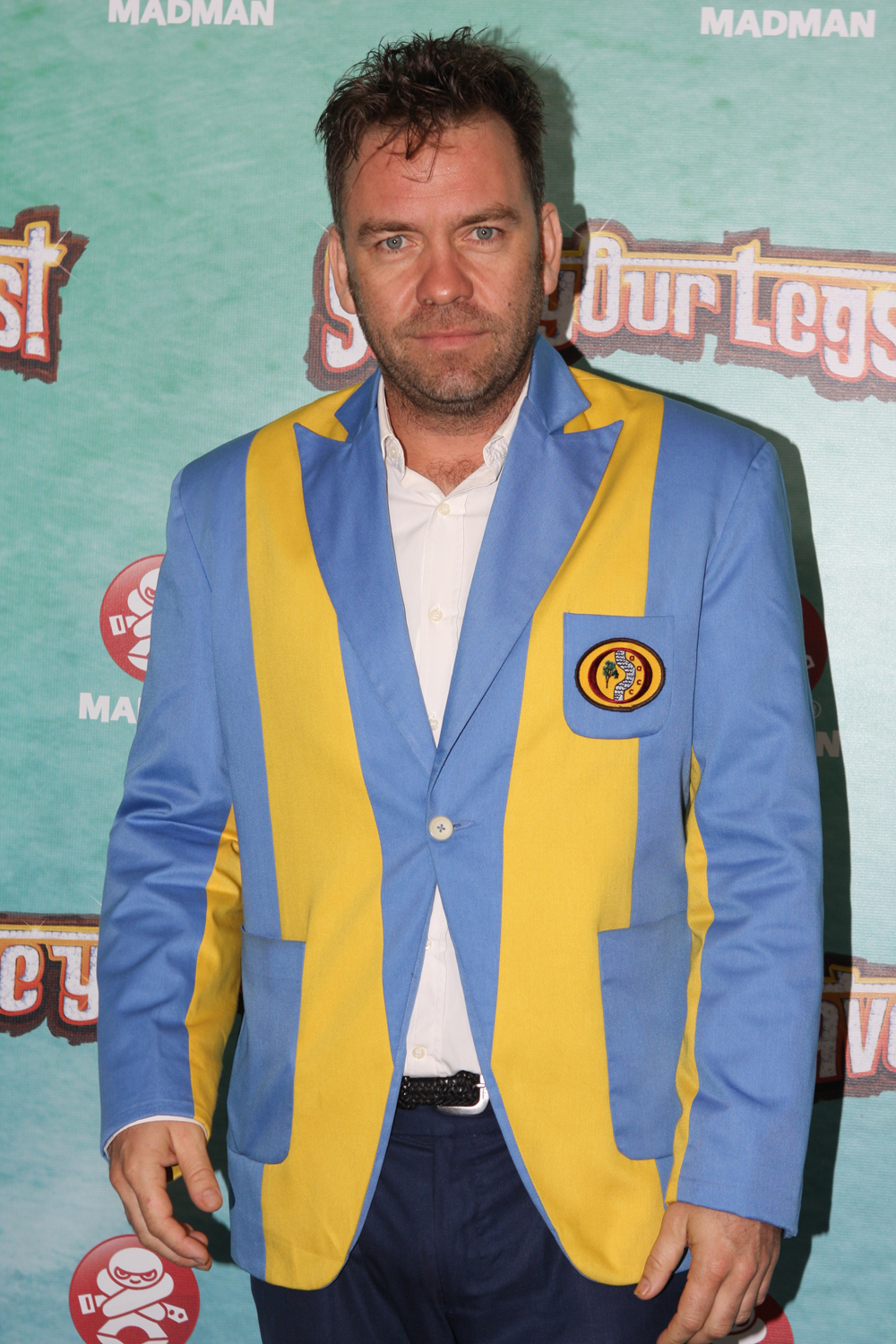

브렌던 카월(Brendan Cowell, 영어 발음: /ˈkaʊəl/, 1976년 8월 16일 ~ )은 오스트레일리아의 배우, 영화 감독, 각본가이다.

## 작품 목록

### 영화 출연
- Kick (1999) - 매카 역
- 몬스터 침공 (1999, Monster!)
- The Monkey's Mask (2000)
- City Loop (2000)
- 투 엔드 올 워즈 (2001, To End All Wars)
- 서버번 레이디 (2006, Suburban Mayhem) - 목소리 출연
- Noise (2007)
- Three Blind Mice (2008)
- 비니스 힐 60 (2010) - 올리버 우드워드 대위 역
- 세이브 유어 레그스 (2012, Save Your Legs!) - 릭 역 (각본 겸임)
- The Outlaw Michael Howe (2013) - 각본, 연출 겸임
- The Darkside (2013)
- Ruben Guthrie (2015) - 각본, 연출 겸임
- Broke (2016)
- 아바타: 물의 길 (2022) - 믹 스코스비 역
  - 아바타 3 (2024)

### 영화 각본
- 세이브 유어 레그스 (2012, Save Your Legs!)
- The Outlaw Michael Howe (2013)
- Ruben Guthrie (2015)

### 영화 연출
- The Outlaw Michael Howe (2013)
- Ruben Guthrie (2015)

### 텔레비전 출연
- 공포의 별장 (2004)
- Love My Way (2004-07) - 각본 겸임
- 그리고 파티는 끝났다 (2011) - 각본 겸임
- 더 보르지아 (2013)
- 왕좌의 게임 (2017)

### 텔레비전 각본
- Love My Way (2004-07)
- 그리고 파티는 끝났다 (2011)